# Miss France 1991
 (mai 2012).
Si vous disposez d'ouvrages ou d'articles de référence ou si vous connaissez des sites web de qualité traitant du thème abordé ici, merci de compléter l'article en donnant les références utiles à sa vérifiabilité et en les liant à la section « Notes et références ».
Miss France 1991 est la 61e élection de Miss France.

## Déroulement
Premier tour
- Ordre d'annonce des douze demi-finalistes :

1. Miss Bretagne
2. Miss Franche-Comté
3. Miss Guadeloupe
4. Miss Tahiti
5. Miss Ile-de-France
6. Miss Alsace
7. Miss Rhône-Alpes
8. Miss Aquitaine
9. Miss Littoral-Nord
10. Miss Champagne-Ardenne
11. Miss Auvergne
12. Miss Midi-Pyrénées

La chanteuse Joëlle Ursull, Miss Guadeloupe 1979, a chanté durant le show.

## Jury
- Julien Lepers, animateur
- Jeane Manson, chanteuse
- Jean-Paul Rouland, homme de radio et auteur
- Amarande, comédienne
- directeur de Télé Star
- Macha Béranger, animatrice
- Jean Barthet, chapelier
- Katia Tchenko, comédienne
- Shi Kai, mannequin

Résultat : classement du jury et du public:
| Miss                   | Public | Jury | Total |
| ---------------------- | ------ | ---- | ----- |
| Miss Tahiti            | 12     | 12   | 24    |
| Miss Littoral-Nord     | 11     | 11   | 22    |
| Miss Bretagne          | 10     | 10   | 20    |
| Miss Guadeloupe        | 9      | 9    | 18    |
| Miss Midi-Pyrénées     | 8      | 8    | 16    |
| Miss Île de France     | 7      | 6    | 13    |
| Miss Rhône-Alpes       | 5      | 7    | 12    |
| Miss Alsace            | 6      | 5    | 11    |
| Miss Champagne-Ardenne | 4      | 4    | 8     |
| Miss Aquitaine         | 3      | 3    | 6     |
| Miss Auvergne          | 2      | 3    | 5     |
| Miss Franche-Comté     | 1      | 3    | 4     |

## Classement final
| Résultat         | Candidate          | Région                 |
| ---------------- | ------------------ | ---------------------- |
| Miss France 1991 | Mareva Georges     | Miss Tahiti            |
| 1re dauphine     | Catherine Clarysse | Miss Littoral-Nord     |
| 2e dauphine      | Anne-Marie Poggi   | Miss Bretagne          |
| 3e dauphine      | Francette Bulin    | Miss Guadeloupe        |
| 4e dauphine      | Céline Cassagnes   | Miss Midi-Pyrénées     |
| Top 12           | Delphine Vignais   | Miss Île de France     |
| Top 12           | Annabelle Excoffon | Miss Rhône-Alpes       |
| Top 12           | Régine Hubert      | Miss Alsace            |
| Top 12           | Karine Laine       | Miss Champagne-Ardenne |
| Top 12           | Emmanuelle Merino  | Miss Aquitaine         |
| Top 12           | Régine Bac         | Miss Auvergne          |
| Top 12           | Karine Paulin      | Miss Franche-Comté     |

## Candidates
| Région                     | Nom                    | Élue à                   |
| -------------------------- | ---------------------- | ------------------------ |
| Miss Alsace                | Régine Hubert          | Sarre-Union              |
| Miss Anjou                 | Katia Lethieleux       | Vern-d'Anjou             |
| Miss Aquitaine             | Emmanuelle Mérinot     | Marmande                 |
| Miss Auvergne              | Régine Bac             | Maurs                    |
| Miss Bretagne              | Anne-Marie Poggi       | Dinan                    |
| Miss Calédonie             | Maguy Vieira da Silva  | Nouméa                   |
| Miss Centre-Ouest          | Katia Terouinard       | Briare                   |
| Miss Champagne-Ardenne     | Karine Lainé           | Ay-en-Champagne          |
| Miss Charentes             | Stéphanie Beau         | Île d'Oléron             |
| Miss Corse                 | Géraldine Laurent      | Porticcio                |
| Miss Côte d'Azur           | Sidonie Sourbé         | Le Lavandou              |
| Miss Côte Bleue            | Alexandra Devilleneuve | Cannes                   |
| Miss Côte d'Opale          | Sophie Lefebvre        | Gravelines               |
| Miss Côte Vermeille        | Nathalie Birba         | Perpignan                |
| Miss Flandres              | Amélie Lefévère        | Hem                      |
| Miss Franche-Comté         | Karine Paulin          | Maîche                   |
| Miss Gascogne              | Sylvie Châtel          | Lectoure                 |
| Miss Guadeloupe            | Francette Bullin       | Pointe-à-Pitre           |
| Miss Île-de-France         | Delphine Vignais       | Saint-Gratien            |
| Miss Languedoc             | Catherine Galière      | Le Cap d'Agde            |
| Miss Limousin              | Stéphanie Sénelas      | Limoges                  |
| Miss Littoral-Nord         | Catherine Clarysse     | Petite-Synthe            |
| Miss Littoral-Sud          | Catherine Cambon       | Montpellier              |
| Miss Lorraine              | Véronique Mangenot     | Morhange                 |
| Miss Lyon                  | Katia Petryk           | Lyon                     |
| Miss Martinique            | Pascale Louiset        | Fort-de-France           |
| Miss Midi-Pyrénées         | Céline Cassagnes       | Villefranche-de-Rouergue |
| Miss Normandie             | Sandra Guillaumot      | Pont-Audemer             |
| Miss Paris                 | Myriam Nedellec        | Paris                    |
| Miss Pays d'Ain            | Virginie Guillermin    | Poncin                   |
| Miss Pays de Loire         | Nathalie Fonteneau     | Saint-Géréon             |
| Miss Périgord              | Nelly Gauthier         | Thiviers                 |
| Miss Picardie              | Catherine Marcellin    | Chauny                   |
| Miss Poitou                | Rose-Isabelle Pinheiro | Parthenay                |
| Miss Provence              | Véronique Laval        | Nice                     |
| Miss Quercy                | Corinne Delpech        | Vayrac                   |
| Miss Rhône-Alpes           | Annabelle Excoffon     | Crémieu                  |
| Miss Rouergue              | Chantal Lauze          | Espalion                 |
| Miss Roussillon            | Muriel de Angelis      | Perpignan                |
| Miss Saint-Étienne         | Sandrine Karmoussi     | Saint-Étienne            |
| Miss Savoie                | Karine Michel          | Aix-les-Bains            |
| Miss Tahiti                | Mareva Georges         | Punaauia                 |
| Miss Territoire de Belfort | Delphine Mougenot      | Belfort                  |
| Miss Toulouse              | Virginie Puertas       | Toulouse                 |